# Stethojulis strigiventer
Stethojulis strigiventer és una espècie de peix de la família dels làbrids i de l'ordre dels perciformes.

## Morfologia
Els mascles poden assolir fins a 15 cm de longitud total.

## Distribució geogràfica
Es troba des de l'Àfrica oriental fins a Algoa Bay (Sud-àfrica), les Illes Marshall i les Tuamotu. També des de Honshu (Japó) fins a Nova Gal·les del Sud (Austràlia).